# Карл фон Бомгард
Карл Едуард Крістоф фон Бомгард (нім. Karl Eduard Christoph von Bomhard; 2 квітня 1866, Мюнхен — 25 травня 1938, Прін-ам-Кімзе) — німецький воєначальник, генерал-майор Баварської армії.

## Біографія
Син генерала артилерії Теодора фон Бомгарда (1841–1945) і його першої дружини Анни, уродженої Фрік (1844–1870).
Бомгард закінчив Гуманістичну гімназію і в 1883 році вступив добровольцем в 3-й польовий артилерійський полк «Королева-мати» Баварської армії. Після успішного закінчення Мюнхенської військової школи він був підвищений до другого лейтенанта 15 лютого 1886 року, а через 3 роки він дослужився до ад'ютанта дивізіону. З 1892 по 1895 рік відвідував Військову академію, яка дала йому кваліфікацію для вищого ад'ютантства і професії вчителя. Як перший лейтенант він був переведений в 1-й польовий артилерійський полк «Принц-регент Луїтпольд». З 1897 по 1898 рік Бомгард служив ад'ютантом 1-ї польової артилерійської бригади, 19 вересня 1900 року був вироблений в гауптмани і з 1902 року викладав в Артилерійській та інженерній школі. В 1905 році він був призначений до Залізничного відділу Прусського Генштабу в Берліні, а з 1906 року служив там залізничним комісаром. Отримавши звання майора 9 березня 1908 року, Бомгард того ж року став лінійним командиром у Мюнхені. У 1910 році став командиром 2-го дивізіону 3-го польового артилерійського полку «Принц Леопольд». З підвищенням до оберстлейтенанта в 1912 році був переведений до штабу полку. 23 січня 1913 року його було призначено командиром 8-го польового артилерійського полку «Принц Генріх Прусський», дислокованого у Нюрнберзі.
Бомгард обіймав цю посаду на початку Першої світової війни. Після мобілізації його полку 2 серпня 1914 року він був розгорнутий з 6-ю бригадою і з 6-ю піхотною дивізією, спочатку у прикордонних сутичках та битві за Лотарингію. Потім була битва при Нансі-Епіналі, а з 18 вересня 1914 року він брав участь у боях між Маасом і Мозелем. Будучи оберстом, Бомхард також став заступником командира 12-ї піхотної бригади у 1915 році. Після звільнення з полку 5 грудня 1916 року йому було доручено командування 5-ю польовою артилерійською бригадою, з якою Бомгард брав участь у битві при Аррасі. 29 квітня 1917 року він став командиром 6-ї польової артилерійської бригади. 14 грудня 1917 року підвищений до генерал-майора.
Після війни Бомгард повернувся додому і після демобілізації на початку 1919 року звільнений у відставку. У відставці він написав другу частину (з січня 1917 року до демобілізації) історії 8-го полку польової артилерії «Принц Генріх Прусський», опубліковану Баварським військовим архівом.

## Сім'я
Одружився з Марі Людовікою Матильдою фон Гайнлет (13 червня 1867, Аугсбург), дочкою генерала піхоти і військового міністра Баварії Адольфа фон Гайнлета. В пари народився син, майбутній групенфюрер СС і генерал-лейтенант поліції Адольф фон Бомгард.